# Метасоцементні суміші
Метасоцементні суміші (МЦС), (рос. метасоцементные смеси (МЦС); англ. metasocement mixtures; нім. Metasozementgemische n pl) ― суміші, які одержують змішуванням водного розчину метасу (кополімер метакрилової кислоти та метакриламіду) 10-15 % концентрації з цементною суспензією, яка приготовлена на водному розчині хлористого кальцію CaCl2, у водоцементному відношенні 0,4-0,5.  
Розрізняють суміші з низьким вмістом хлористого кальцію (5 % до маси цементу) та метасу (0,125-0,5 % мас.) і високим (відповідно 15-18 % і 0,72-1,0 %). Ці суміші ще містять відповідно кальциновану соду (0,0211-0,17 та 0,12-0,33 %) і воду (40-50 % та 40-54 %). Метасоцементні суміші застосовують для ізоляції як тріщинних, так і пористих зон поглинання у свердловинах. 